# Paceyodon
Paceyodon — вимерлий рід морганукодонтан з ранньоюрських відкладень південного Уельсу, Велика Британія. Paceyodon відомий з ізольованого моляріформи, який значно більший за будь-який морганукодонтановий моляріформ. Його було зібрано в кар’єрі Пант у долині Гламорган. Його вперше назвав Вільям А. Клеменс у 2011 році, а типовим видом є Paceyodon davidi.